# Augustin de Romanet
Pour les articles homonymes, voir Romanet et Beaune (homonymie).
Augustin de Romanet de Beaune est un haut fonctionnaire et chef d’entreprise français, né le 2 avril 1961 à Boulogne-Billancourt (France).
Il est président-directeur général du groupe ADP depuis le 29 novembre 2012.
Il a été directeur général de la Caisse des dépôts et consignations du 8 mars 2007 au 7 mars 2012.
Le 9 juin 2023, il prend l'intérim de la présidence de Scor après la mort de son président Denis Kessler.

## Biographie

### Famille et formation
Augustin de Romanet est issu d'une famille de Saint-Martin-du-Vieux-Bellême dans l'Orne. Les origines connues de la famille de Romanet remontent au XIIIe siècle : les Romanet sont d’abord des tanneurs à Eymoutiers en Limousin, puis des propriétaires agricoles. Ils sont anoblis par Louis XIV en 1644,.
Augustin de Romanet est le fils de Luc de Romanet de Beaune, avocat et ancien maire de Saint-Martin-du-Vieux-Bellême et d'Anne-Marie Lafont, fille de Louis Lafont, haut fonctionnaire du ministère de l'Intérieur du gouvernement de Vichy, et de Monique Bonnin de la Bonninière de Beaumont, et sœur de Mgr Emmanuel Lafont, évêque émérite de Cayenne.
Augustin de Romanet est le frère de Antoine de Romanet, évêque aux armées, et le cousin germain de Bruno Lafont, ancien président-directeur général du groupe LafargeHolcim, et de Jean-Philippe Taslé d'Heliand, président de la banque Oddo BHF.
Après une scolarité au collège Saint-Grégoire et au lycée Balzac à Tours, Augustin de Romanet intègre l'Institut d'études politiques de Paris (IEP) puis l'École nationale d'administration (ENA), dont il sort en 1986 au sein de la promotion Diderot,.
En août 1986, il épouse Florence Marie Évelyne Burin des Roziers (1963-2014). De ce mariage, naissent Héloïse, Alexis et Pierre,. En août 2023, il épouse en secondes noces Sibylle Le Maire, sœur de Bruno Le Maire.

### Conseiller gouvernemental

#### Ministère des Finances
À la sortie de l'ENA, Augustin de Romanet intègre le ministère de l'Économie, des Finances et de l'Industrie comme adjoint au chef du bureau de la politique salariale puis au chef du bureau de la synthèse budgétaire, à la direction du Budget. En mobilité, il est nommé attaché financier à la représentation permanente de la France auprès des Communautés européennes de 1990 à 1992, représentant la France au comité budgétaire, puis réintègre en 1993 la direction du Budget comme chef du bureau de la synthèse et de la politique budgétaire. 
Entre 1995 et 1997, Augustin de Romanet rejoint les cabinets ministériels, puis pendant la troisième cohabitation (1997-2002), il retrouve la direction du Budget, comme sous-directeur chargé de mission auprès du directeur du Budget jusqu'en 1998, avant de devenir sous-directeur chargé du secteur transports, routes, industrie et recherche.

#### Cabinets ministériels
La victoire de Jacques Chirac à l'élection présidentielle de 1995 lui permet d'intégrer les cabinets ministériels. Augustin de Romanet devient conseiller technique auprès d'Alain Madelin lors de son éphémère passage comme ministre de l'Économie et des Finances, puis passe au service de François d'Aubert, secrétaire d'État au budget, dont il est conseiller technique puis directeur de cabinet. Il intègre ensuite comme conseiller chargé des Affaires budgétaires le cabinet d'Alain Lamassoure, ministre délégué au Budget et porte-parole du gouvernement. Il entre au service de Jean Arthuis, ministre de l'Économie et des Finances, après le départ d'Alain Madelin, comme chargé de mission auprès du ministre. Puis il réintègre le ministère du budget pendant la troisième cohabitation.
Comme la première, la seconde victoire de Jacques Chirac à l'élection présidentielle en mai 2002 lui permet de revenir dans les cabinets ministériels. Augustin de Romanet devient alors directeur du cabinet d'Alain Lambert, ministre délégué au Budget et à la Réforme budgétaire, et directeur adjoint du cabinet de Francis Mer, ministre de l'Économie, des Finances et de l'Industrie. En 2004, il est appelé par Jean-Louis Borloo, nommé ministre de l'Emploi, du Travail et de la Cohésion sociale, dont il devient directeur de cabinet, avant d'intégrer, la même année, le cabinet du Premier ministre Jean-Pierre Raffarin comme directeur adjoint.
Il est ensuite secrétaire général adjoint du cabinet du président de la République française du 11 juin 2005 au 13 octobre 2006.

### Chef d'entreprise
Entre 1999 et 2002, Augustin de Romanet rejoint le secteur privé pour travailler dans l'entreprise d'investissement Oddo et Cie en tant que directeur jusqu'en 2000, puis associé-gérant de Oddo Pinatton Corporate, filiale de banque d'affaires du groupe Oddo et Cie.
À partir du 16 octobre 2006, il est directeur adjoint Finances et Stratégie groupe du Crédit agricole et membre de son comité exécutif[réf. souhaitée].

#### Caisse des dépôts et consignations
Le 7 mars 2007, Augustin de Romanet est nommé, par décision du conseil des ministres, directeur général de la Caisse des dépôts et consignations en remplacement de Francis Mayer. Cette nomination, une des dernières décidées par Jacques Chirac avant la fin de son mandat, est apparue comme une option plutôt consensuelle, mettant fin à l'incertitude à la tête de l'institution après les hésitations des proches collaborateurs du président, Frédéric Salat-Baroux ou Maurice Gourdault-Montagne, tous deux pressentis pour le poste. Avec ce poste, il est également administrateur de : Accor (2007-2009), Dexia (2007-2011), Icade (2007-2011), Veolia (2007-2012), CNP Assurances (2007-2012), CDC Entreprises (2007-2012), La Poste (2011-2012), Oséo (2011-2012). 
De 2008 à 2012, il gère la création du Fonds stratégique d'investissement et en occupe la présidence du conseil d’administration,.
En décembre 2007, Augustin de Romanet présente le plan « Elan 2020 » qui vise à moderniser la bicentenaire CDC autour de 4 axes : le logement, les universités, les PME, et l’environnement. En septembre 2009, il donne son aval pour l’acquisition de 26 % de La Poste par la CDC. Il procède également à la création d’un comité d’investissement au sein de la CDC, instance obligatoirement consultée avant tout investissement important. 
De 2011 à 2012, alors qu’il est président d'Egis, filiale à 75 % de la Caisse des dépôts, Augustin de Romanet ouvre largement le capital aux salariés (25 %) pour en faire une opération exemplaire d'association des collaborateurs à la vie et aux performances de leur entreprise.
À l'issue de son mandat de directeur général de la Caisse des dépôts, le 7 mars 2012, Augustin de Romanet remet les mandats sociaux qu'il détenait à ce titre. 
En mars 2025, il est condamné à huit mois de prison avec sursis et 200.000 euros d'amende pour recel et favoritisme lors de son passage à la tête de la CDC.

#### Groupe ADP
Par un décret en Conseil des ministres du 29 novembre 2012, il remplace Pierre Graff, atteint par la limite d'âge le 11 novembre 2012, à la fonction de président-directeur général d'Aéroports de Paris (ADP). Sa candidature avait été acceptée par François Hollande sur les conseils de Bernadette Chirac, dont il est proche. En juillet 2014, son mandat est reconduit pour une durée de 5 ans. Il affiche l’ambition de faire du groupe ADP le leader mondial de la conception et de l’exploitation d’aéroports.
Sous son impulsion, la culture s’impose dans les aéroports parisiens avec l’ouverture d’un espace Musées à Paris-Charles de Gaulle (Augustin de Romanet a également été administrateur du Musée du Louvre Lens), et la présentation de différentes œuvres d’art dans les terminaux,. Parallèlement, la modernisation des infrastructures permet l’arrivée de nouveaux points de vente, dont Carrefour City et Victoria’s Secret, et l’ouverture d’un restaurant par le chef étoilé Guy Martin (« I Love Paris ») à Paris-Charles de Gaulle. À Orly-Ouest, le premier espace business est créé pour permettre aux voyageurs d’affaires de se rencontrer, et mettre en avant les startups françaises.
Sa présidence est marquée par le lancement du plan stratégique Connect 2020 qui prévoit un investissement de 4,6 milliards d’euros pour moderniser les infrastructures et améliorer la qualité de service dans les aéroports parisiens.
Sous son impulsion, le projet CDG Express est relancé avec une ordonnance en date de février 2016 confiant la réalisation du projet au groupe ADP et à la SNCF,. En mars 2017, le président François Hollande confirme la signature d’un protocole d’accord pour le lancement du projet.
Sous son mandat, le siège social parisien du groupe est transféré à Roissy afin d’y rassembler ses équipes alors éclatées entre Paris, Orly et Roissy. Le déménagement du siège social est effectué en mars 2017, et correspond au souhait d’Augustin de Romanet d’être “au plus près des voyageurs” et des chantiers de rénovation permanents qui caractérisent la vie d’un aéroport. 
En avril 2016, Aéroports de Paris crée sa nouvelle marque voyageurs, Paris Aéroport, et devient le groupe ADP, une identité à deux niveaux visant à accroître la notoriété en France et à l’international d’un côté, et fédérer collaborateurs et nouveaux talents de l’autre. Une campagne Paris vous aime est lancée pour communiquer sur le nouveau positionnement du groupe, dans le but de créer une “préférence parisienne forte”.
Le 26 juin 2015, Augustin de Romanet est élu président de l’ACI Europe (Airport Council International).  Cette même année, l’aéroport Roissy-Charles-de-Gaulle reçoit le prix Skytrax de l’aéroport qui s’est le plus amélioré dans le monde.  
En 2017, les aéroports du groupe ADP sont situés par les utilisateurs en bas du classement des 32 aéroports de plus de 15 millions de passagers établi par l'UFC Que Choisir: 31e sur 32  pour Roissy-Charles-de-Gaulle et 29e sur 32 pour Orly. La même année, la presse fait état d'un rapport destiné au ministère de l'Intérieur et mettant en cause la responsabilité du groupe ADP dans l'engorgement des deux aéroports parisiens.
Il se rapproche d'Emmanuel Macron après sa victoire à l'élection présidentielle de 2017. En décembre 2017, il est nommé président du conseil d'administration du domaine national de Chambord — le président de la république souhaitant rétablir les chasses présidentielles — et devient en 2018 président de Paris Europlace (organisme chargé de promouvoir et développer la Place financière de Paris). Le 29 mai 2019, le gouvernement le reconduit pour cinq ans à la tête d'ADP,. En mars 2024, une journaliste du Monde indique que le mandat d'Augustin de Romanet ne sera pas renouvelé au delà des Jeux Olympiques.

### Autres fonctions
- 1986-1995 : enseignant à l'IEP Paris
- 1989-2008 : conseiller municipal de Bellême dans l'Orne
- 1992-1995 : enseignant à l'ENA
- 2007-2012 : président du conseil de surveillance de la Société nationale immobilière
- 2007-2012 : président du directoire du Fonds de réserve des retraites
- 2008-2010 : membre du conseil des prélèvements obligatoires
- 2009-2012 : président-fondateur du Club des investisseurs de long terme
- Depuis juin 2014 : membre du conseil d’administration du Centre des professions financières
- Depuis juillet 2014 : administrateur de la RATP
- Depuis avril 2015 : administrateur de SCOR[50]
- Depuis 2016 : membre fondateur et administrateur de la Fondation pour l'islam de France[51]
- Depuis mai 2017 : président du conseil d'orientation de l'Établissement public du domaine national de Chambord[52]
- Depuis décembre 2017 : président du conseil d'administration de l'établissement public du domaine national de Chambord[53]
- Depuis juillet 2018 : président de Paris Europlace
- Depuis novembre 2018 : membre du Club des juristes[54],[55],[56], un cercle de réflexion présidé par Bernard Cazeneuve.

## Affaires judiciaires
À la suite de son mandat, la Cour des comptes étudie la gestion des dossiers Cité du cinéma et CDC Entreprises. Une enquête préliminaire est également ouverte pour déterminer la nature des relations entre la CDC et la société AB Conseil du criminologue Alain Bauer. En marge de cette enquête pour « abus de biens sociaux » et « détournement de fonds publics », il est condamné le 15 janvier 2020 pour « recel de violation du secret de l'instruction » après que les enquêteurs ont trouvé chez lui un document synthétisant des éléments de l'enquête en cours au Parquet national financier.
Le 9 mars 2021, il est condamné à 5 000 euros d'amende par la Cour de discipline budgétaire et financière,. Le Conseil d'Etat annule la décision le 21 avril 2023. Le 14 février 2024, décision de classement par le Procureur Général de la Cour des Comptes, estimant qu'il n'y a pas lieu à poursuivre.
L'enquête ouverte par le parquet national financier en décembre 2014, à la suite d'un article de Mediapart révélant l'affaire, donne lieu à des investigations qui auraient notamment dévoilé six contrats de prestations de service conclus avec la CDC ou la CDC internationale et AB conseil entre 2008 et 2012 pour un montant de 925 000 euros; quatre commandes à la société Champerard éditrice du guide gastronomique éponyme dont Alain Bauer est actionnaire à 50 % pour un montant total de 333 596 euros, et deux contrats conclus par ADP avec X Diagnostic (30 000 euros) et AB Conseil (89 700 euros). Au terme du procès, jusqu’à un an de prison ferme et 375 000 euros d’amende sont requis contre les cinq prévenus, dont Augustin de Romanet, Jean-Pierre Jouyet, ancien secrétaire général de l'Elysée et ami proche de François Hollande, et Alain Bauer, soupçonnés de favoritisme pour les deux premiers et de recel pour le troisième.
Le 5 mars 2025 le tribunal correctionnel de Paris reconnaît Augustin de Romanet coupable de recel et de favoritisme et le condamne à 8 mois de prison avec sursis et 200 000 euros d'amende.

## Distinctions

### Décorations
Le 6 avril 2007, Augustin de Romanet de Beaune est nommé au grade de chevalier dans l'ordre national de la Légion d'honneur au titre de « directeur général d'un établissement financier ; 24 ans de services civils et militaires. »
, fait chevalier de l'ordre le 14 mai 2008 par le sénateur Alain Lambert puis promu au grade d'officier dans l'ordre le 13 juillet 2023 au titre de « président-directeur général d'un groupe aéroportuaire ».

### Prix et récompenses
- Prix du capitaliste de l'année (2008) par Le Nouvel Économiste[71]
- Personnalité de l’année (2009), trophées des sociétés d’investissement immobilier cotées (SIIC) pour son rôle dans la création en 2003 du statut de SIIC dans le cadre de la loi de finances et pour son initiative de faire adopter ce statut à Icade, filiale immobilière de la Caisse des Dépôts
- Prix du financier de l'année (2012), par le ministère des Finances pour son action à la tête de la Caisse des dépôts dans la gestion de la crise économique et financière[72]
- Médaille d'or de l'Aéro-Club de France (2014)[73]

## Publications
Début 2012, Augustin de Romanet publie Non aux 30 douloureuses (Éditions Plon, Paris avril 2012, 270 pages) (prix littéraire 2012 de la rédaction de L'Express, catégorie « document »), ouvrage dans lequel il analyse la crise économique et financière actuelle, à travers les cycles historiques et les récents événements. Il y prône le retour d'un État stratège, capable de reprendre le contrôle de la finance, dans un contexte mondialisé et une optique de long terme, conditions nécessaires pour redonner à la France une ambition.
En 2024, il est cité dans l'enquête de Éric Mension-Rigau "Rester noble dans le sens des affaires. De l'utilité des anciennes élites" comme l'archétype de réussite dans le monde des affaires pour un membre de l'ancienne noblesse française.